# 반 고호 (1991년 영화)
《반 고호》(Van Gogh)는 프랑스에서 제작된 모리스 피알라 감독의 1991년 드라마 영화이다. 자크 뒤트롱 등이 주연으로 출연하였다.
이 영화는 1991년 칸 영화제에 입품되었다.

## 출연

### 주연
- 자크 뒤트롱
- 알렉산드라 런던

### 조연
- 베르나르 르콕
- 제라르 세티
- 코린 부르돈
- 엘자 질버스테인
- 리즈 라메트리에